# 외솔한옥도서관
외솔한옥도서관(외솔韓屋圖書館)은 대한민국 울산광역시에 위치한 도서관이다. 독립운동가이자 한글학자인 외솔 최현배의 탄생 122주년을 맞아 2016년에 울산광역시 최초의 한옥도서관으로 개관되었다.